# پلیس بنگفیل
پلیس بنگفیل (انگلیسی: The Bangville Police) یک فیلم صامت کمدی به کارگردانی جرج نیکولز و مک سنت است که در سال ۱۹۱۴ منتشر شد.

## بازیگران
- فرد میس
- میبل نورماند
- نیک کاگلی
- دوت فارلی
- بتی شید
- ریموند هاتون
- ادگار کندی
- هانک مان
- فورد استرلینگ
- اَل سنت جان